# Murasaki Shikibu
Det här är en artikel om en person med japanskt personnamn; Murasaki är familjenamnet.
Murasaki Shikibu (紫 式部 Murasaki Shikibu; född cirka 978, död cirka 1016) var en japansk författare, poet och hovdam. Hon tjänade som hovdam vid det kejserliga hovet under Japans Heian-period. Hon skrev bland annat Genji monogatari (Berättelsen om Genji) på japanska cirka år 1000. Den boken är en av världshistoriens första och mest berömda romaner.

## Biografi
Murasakis mor dog när hon var barn, så Murasaki uppfostrades av sin far Tametoki som var akademiker och officer vid hovet. Detta var ovanligt för den tiden då det normala var att par levde separat och att barnen bodde hos sin mor och hennes familj. Fadern gav henne dessutom samma utbildning som pojkar, då hon bland annat fick lära sig kinesiska som var hovets officiella språk. Flickor fick annars i stället utbildning i Kana-skrift (hiragana och katakana) och poesi. Fadern prisade hennes intelligens och skicklighet, men beklagade sig över att hon var "född till kvinna".
Vid hovet var hon hovdam till kejsarinnan Shoshi/Akiko, och kan ha blivit anställd av Fujiwara Michinaga för att tjäna kejsarinnan.

## Författarskap
Tre verk är tillskrivna Murasaki, varav det mest berömda är Genji monogatari, Berättelsen om Genji, ansedd som världens första realistiska roman.
Murasaki Shikibu Nikki (Murasaki Shikibu-dagboken) och Murasaki Shikibu-samlingen blev båda utgivna efter hennes död. Dagboken omfattar två år av Murasakis tid som hovdam hos kejsarens andra gemål och dess centrala tema är kejsarsonens födelse och de många praktfulla ceremonierna vid hovet i samband med den. Detaljrika och levande beskrivningar av miljöer och människor ger en intressant inblick i livet vid kejsarhovet i tiohundratalets Japan. Dagboken har 2008 översatts från det japanska originalet med inledning och kommentarer av Vibeke Emond.
Murasaki Shikibu-samlingen är ett urval av 128 dikter skrivna av Murasaki. 
Hennes verkliga namn är okänt. Enligt hennes Dagbok fick hon smeknamnet "Murasaki" vid hovet, efter en av karaktärerna i Genji Monogatari. "Shikibu" refererar till faderns ställning i ceremoni-ministeriet (shikibu-shō).

## På svenska
- Genjis roman: en japansk Don Juan för 1000 år sedan (Genji monogatari) (till svenska av Annastina Alkman, inledning av Bernhard Karlgren, Natur och kultur, 1928)
- Berättelsen om Genji: de tidiga åren (Genji monogatari) (översättning från engelskan av Kristina Hasselgren, Natur och kultur, 1986)
- Dagbok (Murasaki Shikibu nikki) (översättning från japanska, förord och noter: Vibeke Emond, Ellerström, 2008) ISBN 91-7247-190-5

## Eftermäle
Nedslagskratern Murasaki på planeten Merkurius är uppkallad efter henne.